# Boris Avroukh
Cet article utilise la notation algébrique pour décrire des coups du jeu d'échecs.
Boris Leonidovitch Avroukh (hébreu : בוריס ליאונידוביץ' אברוך, russe : Борис Леонидович Аврух), né le 10 février 1978 à Karaganda (Kazakhstan), est un grand maître israélien du jeu d'échecs d'origine kazakhe.

## Carrière
Il remporte le championnat du monde des moins de 12 ans en 1990.
Il représente Israël a six reprises aux Olympiades d'échecs :
- En 1998, à l'Olympiade d'Elista, au 2e échiquier de réserve : +7 -1 =2
- En 2000, à l'Olympiade d'Istanbul, au 3e échiquier : +5 -2 =4
- En 2002, à l'Olympiade de Bled, au 1er échiquier de réserve : +3 -1 =3
- En 2004, à l'Olympiade de Calvià, au 4e échiquier : +5 -0 =5
- En 2006, à l'Olympiade de Turin, au 4e échiquier : +6 -1 =3
- En 2008, à l'Olympiade de Dresde, au 2e et 3e échiquiers : +2 -2 =4

Il remporte la médaille d'or individuelle à Elista en 1998, la médaille de bronze à Turin en 2006 et la médaille d'argent par équipe à Dresde en 2008.
En 1999, il est 5e-6e avec Alexander Huzman à Tel Aviv (le tournoi est remporté par Boris Gelfand, Ilia Smirin et Lev Psakhis). En 2000, il est 1er ex æquo avec Huzman à Bienne et 6e à Haïfa (remporté par Viswanathan Anand). En 2001, il gagne au festival d'échecs de Bienne. En 2004, il est 8e-9e au tournoi rapide de Beer-Sheva (remporté par Viktor Kortchnoï).
Avroukh remporte le championnat d'Israël à deux reprises, en 2000 (a égalité avec Alik Gershon) et en 2008.
Il participe au Championnat de France d'échecs des clubs en 2011 avec le Lutèce-Echecs.
Au 1er mai 2010, il est le 80e joueur mondial avec un classement Elo de 2 656 points.

## Une partie
Zdenko Kožul-Boris Avroukh, Belgrade, 1999
1. d4 Cf6 2. c4 g6 3. Cc3 d5 4. cxd5 Cxd5 5. e4 Cxc3 6. bxc3 Fg7 7. Fe3 c5 8. Dd2!? cxd4 9. cxd4 Cc6 10. Td1 Fg4! 11. Fe2 Fxe2 12. Cxe2 0-0 13. 0-0 e6!? 14. d5 exd5 15. exd5 Ce5 16. Db4 Dd7 17. Db3?! (17. d6) Tfe8 18. h3 b5 19. Cd4 a6 20. Ff4 Cc4 21. Cc6 Te4! 22. Fg3? (22. Fb8!) Tae8 23. Cb4 Te2! Le reste de la partie est sans annotation : c'est un gain technique 24. Cxa6 Cd2 25. Cc5 Df5 26. Dd3 Dxd3 27. Cxd3 Cxf1 28. Rxf1 Txa2 29. Fc7 Ta1 30. Txa1 Fxa1 31. d6 Ff6 32. Cb4 Fc3 33. Cd3 Ta8 34. Cf4 Fe5 35. Cd5 Ta6 36. d7 Fxc7 37. Cxc7 Td6 38. Ce8 Td4 39. Re2 Rf8 40. Cf6 Re7 0-1.